# 데칸 차저스
데칸 차저스(Deccan Chargers)는 2008년 창단한 인도의 프로 크리켓팀이다. 하이데라바드시를 연고로 하며 인디언 프리미어리그에 참가하고 있다. 소유주는 데칸 크로니컬이다.